# Čistec bahenní

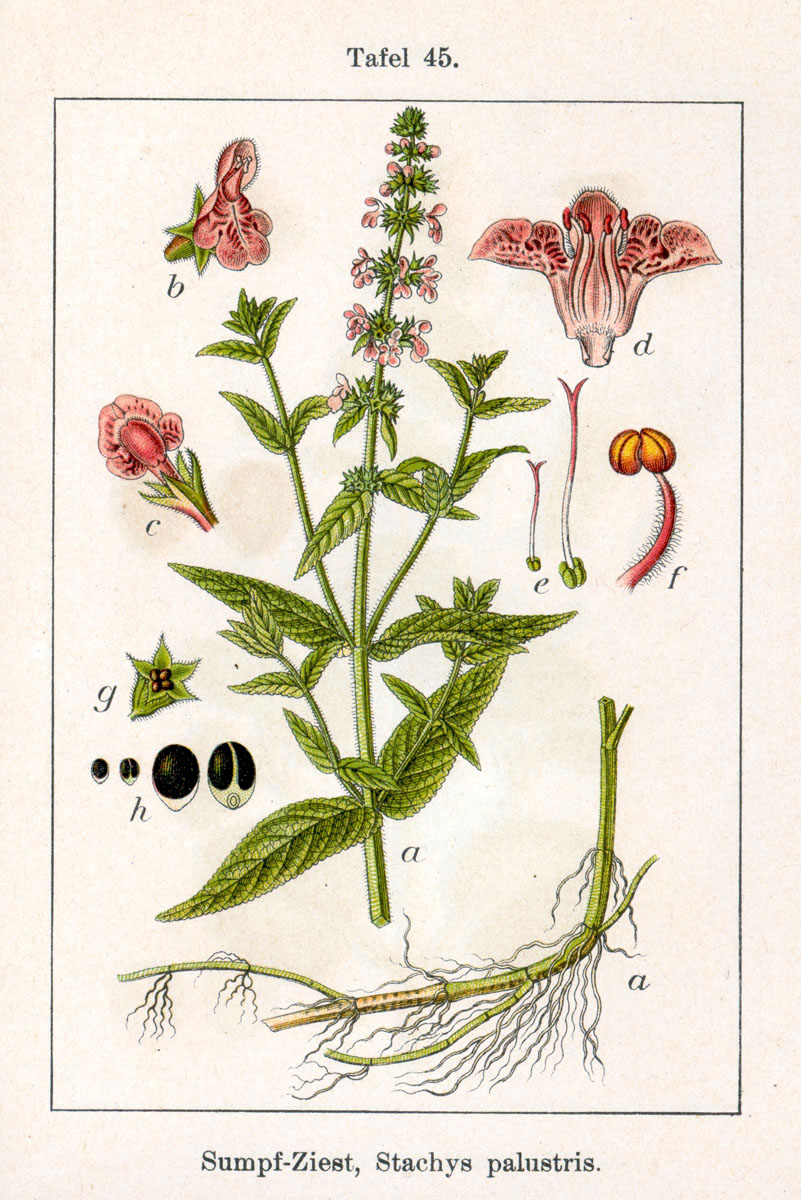
Zobrazení čistce bahenního

Čistec bahenní (Stachys palustris) je vytrvalá, vzpřímená, někdy až 1 m vysoká bylina s modrofialovými květy. Je jediný z asi deseti druhů rodu čistec rostoucích v české přírodě, který se vyskytuje převážně na otevřených mokrých stanovištích, na vlhkých polích, kde se rychle šíří a je považován za nesnadno vyhubitelný plevel. Patří mezi apofyty, původní rostlinné druhy České republiky, které osídlují hlavně synantropní, tj. člověkem pozměňovaná stanoviště.

## Rozšíření
V Evropě se vyskytuje od Británie, Francie a Španělska na západě až po Ural a Kavkaz na východě, na jihu je rozšíření ohraničeno Středozemním mořem a Malou Asií, na severu polárním kruhem. Dále jeho areál sahá přes severní a Střední Asii, sever Číny a Mongolska až po Dálný východ, na jihu zasahuje i do Íránu, Indie a Pákistánu. Zavlečen byl na severovýchod Spojených států amerických. V Česku roste roztroušeně až hojně téměř po celém území, obvykle se vyskytuje do nadmořské výšky 550 m.

## Ekologie
Roste na březích rybníků, potoků a řek, v příkopech, křovinách, rákosinách, v lemech lužních lesů, bažinatých olšinách, na vlhkých loukách, pastvinách i na obdělávaných polích a zahradách, stejně jako na vlhkých rumištích. Vyhledává půdy vlhké, humózní, dobře zásobené živinami a nejlépe slabě kyselé, často i krátkodobě zaplavované, většinou na slunných místech.
Je to konkurenčně velmi silná rostlina, která odebírá z půdy velké množství živin a vody. Ve ztlustlých kořenech si skladuje zásobní látky, které jí pomáhají překonávat nepříznivé období. Kvete od června do září, nakvétá postupně od spodu lodyhy vzhůru. V době, kdy jsou v horní části ještě květy, ve spodní již zrají semena; na rostlině jich může být až 350. Úspěšně přežívá různé nepříznivé podmínky, jako jsou zaplavení či vyschnutí stanoviště nebo posečení, což mu spolu s vysokou reprodukční schopností umožňuje setrvávat na stanovišti po několik let.

## Popis
Vytrvalá rostlina s přímou, obvykle nevětvenou lodyhou vysokou 40 až 100 cm, která vyrůstá z článkovaného, bohatě větveného, až 120 cm dlouhého oddenku, který je žlutavě bílý a stářím hnědne. Křehký oddenek roste vodorovně i svisle, převážně jen v ornici, a na podzim se mu na koncích vytvoří ztlustlé výběžky hlízky, ve kterých si rostlina ukládá zásobu živin.
Čtyřhranné lodyhy jsou porostlé po celé délce chlupy krátkými, nazpět ohnutými a ve spodní části současně i chlupy dlouhými, štětinovitými. Na lodyhách vyrůstají vstřícné, křižmostojné listy, které jsou přisedlé nebo mají krátké řapíky. Jejich čepele jsou podlouhle kopinaté nebo podlouhlé, 3 až 12 cm dlouhé a 0,5 až 3,5 cm široké (nejméně třikrát delší než široké), na bázi srdčité, na konci špičaté a po obvodě jemně pilovité. Listy mají vyniklou žilnatinu, oboustranně jsou měkce chlupaté a směrem vzhůru se zmenšuji a v květenstvích přecházejí v listeny.

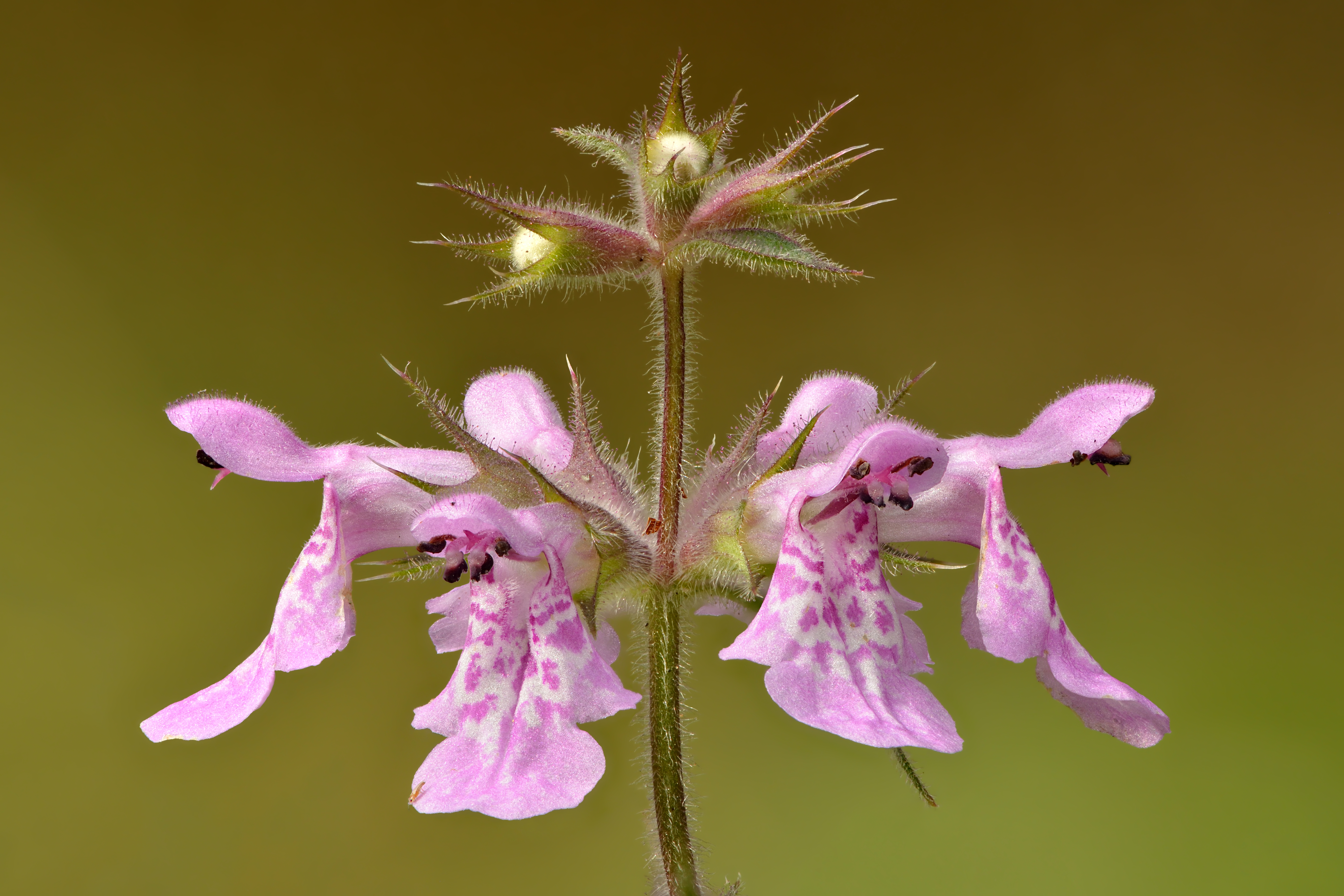
Květ

Květenstvími jsou lichopřesleny sestavené se čtyř až deseti purpurově fialových květů velkých 1 až 1,5 cm. Spodní květenství jsou od sebe oddálená a jejich kopinaté listeny s pilovitým okrajem bývají delší než květy, horní květenství jsou nahloučená a jejich kopinaté, celokrajné listeny jsou skloněné, nenápadné listence jsou štětičkovité. Krátce stopkaté květy mají trubkovitě zvonkovitý kalich, který má zelené až hnědofialové trojúhelníkovité, za plodu rozestálé kališní cípy hustě porostlé žláznatými chloupky a ukončené tuhou špičkou. Koruna dlouhá až 15 mm je purpurově fialová, má tmavou, nepravidelnou kresbu a její přímá trubka vyčnívá s kalichu, horní dvoulaločný pysk je svrchu chlupatý a vyklenutý, spodní trojlaločný má největší střední lalok nevykrojený. V koruně jsou dvě kratší a dvě delší tyčinky s prašníky. Semeník je vytvořen ze dvou plodolistů. Slabě protandrické květy kvetou od června do září, opylují je hlavně čmeláci a včely; pro nektar přilétají i motýli, kteří při opylováni nejsou příliš účinní. Pokud nejsou opylovači dostupní, opylí se květy při konci kvetení autogamicky. Ploidie druhu je 2n = 102.
Plodem jsou podlouhlé až oválné, trojboké tvrdky, které jsou asi 2 mm velké, šedé až světle hnědé, jemně čárkované a lesklé. Jsou po čtyřech volně uložené na dně vytrvalého kalichu, z něhož po uzrání snadno vypadávají.

## Rozmnožování
Rostliny se rozmnožují oddenky i semeny (tvrdkami), v půdách úrodných, vlhkých a kyprých pomoci oddenků, v chudších, sušších a ulehlých převážně semeny. Článkované oddenky se ztlustlými hlízkami se rychle rozrůstají a mohou dosáhnout značné délky a jejich pupeny raší v průběhu celého roku. Mají velkou regenerační schopnost, nová rostlina vyroste při dostatečné vlhkosti i z úlomku půl centimetru velkého, pokud je na něm pupen. Na podzim po uschnutí nadzemní části zůstane po jedné rostlině 10 až 50 hlízek, které bývají při polních pracích roznášeny po poli. Je-li hlízka celá, vyroste z ní na jaře jedna rostlina, je-li rozdrcena na několik části se spícími očky, vyroste z ní obvykle více rostlin. Jinak se šíří hlavně kompostem a přesunem půdy.
Semena nejsou po dozrání ihned klíčivá, jejich dormance je nepravidelná. Pouze malá část jich vyklíčí téhož roku, většina až v dalším roce po přezimování. Vzcházejí z hloubky až 6 cm, životnost si podržují několik let. Klíčí válcovitým, žláznatě chlupatým hypokotylem asi 1,2 cm dlouhým s okrouhlými děložními lístky asi 5 mm velkými. Semenáček prvým rokem většinou ještě nemá květnou lodyhu. Semena se rozšiřují zejména větrem (často opadávají i s kalichem), vodou, nečištěným osivem a obdobně jako hlízky.

## Význam
Čistec bahenní je považován za úporný a kulturním rostlinám škodící plevel, nejvíce roste v okopaninách, zelenině a jiných širokořádkových plodinách. Jeho zvýšený výskyt v posledních letech je přičítán poklesu úrovně zpracování půdy a nedodržování osevních sledů. Vzhledem k jeho biologickým vlastnostem a poměrně vysoké toleranci vůči herbicidům je regulace jeho výskytu obtížná a dlouhodobá.
Je medonosnou rostlinou a býval též v minulosti používán jako léčivka, rozdrcené listy se přikládaly na krvácející rány, které "čistily", odtud i české rodové jméno "čistec". Kořenové hlízky jsou jedlé, poslouží jako krmivo pro prasata nebo se mohou v nouzi jíst syrové nebo pečené, případně se z nich i mele mouka. Rostlina je pro své chlupaté listy pro většinu býložravců nevhodným krmivem.

## Galerie

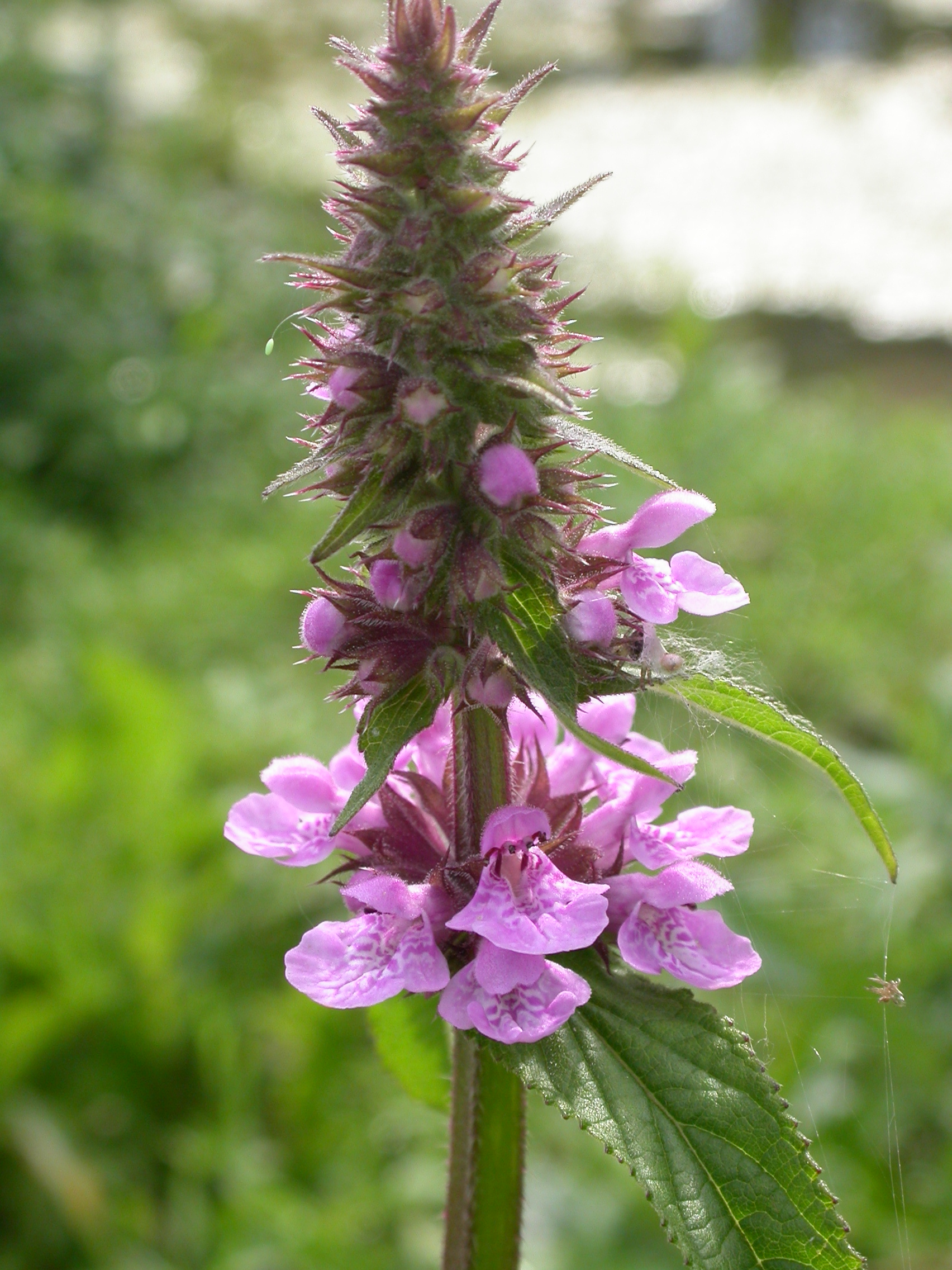
Květenství
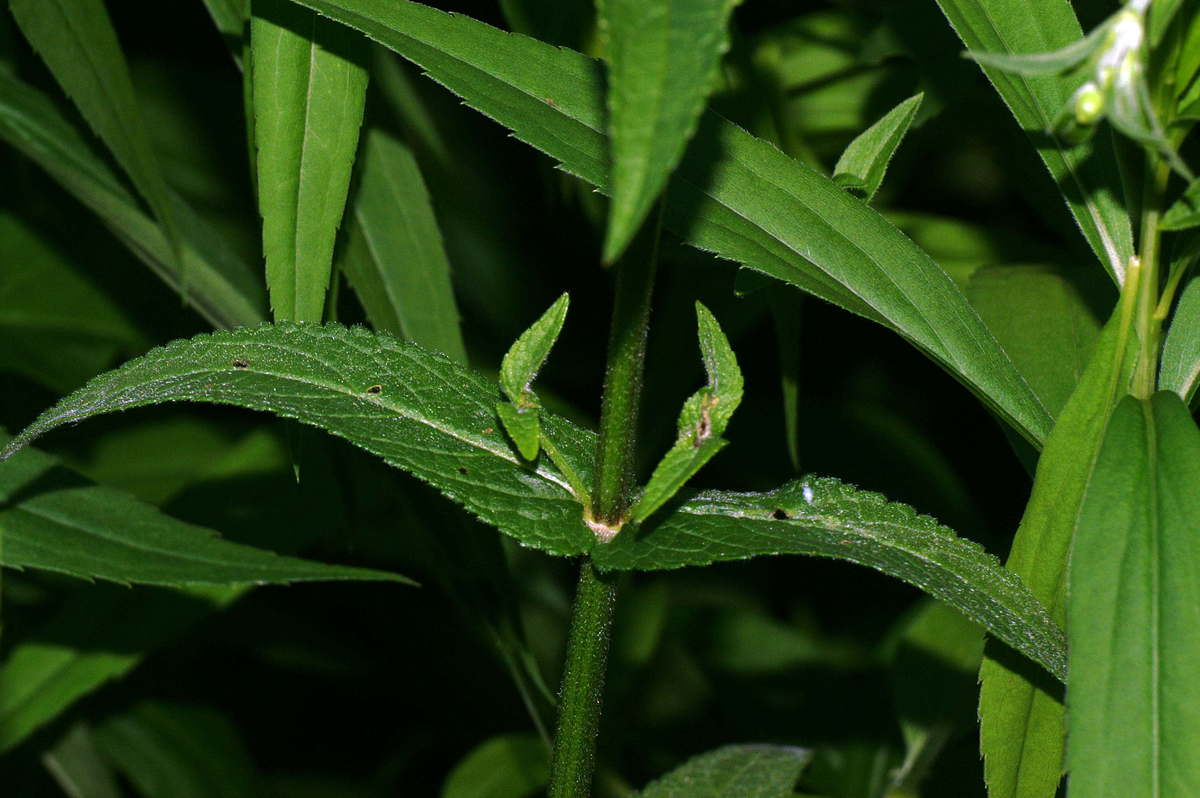
Listy
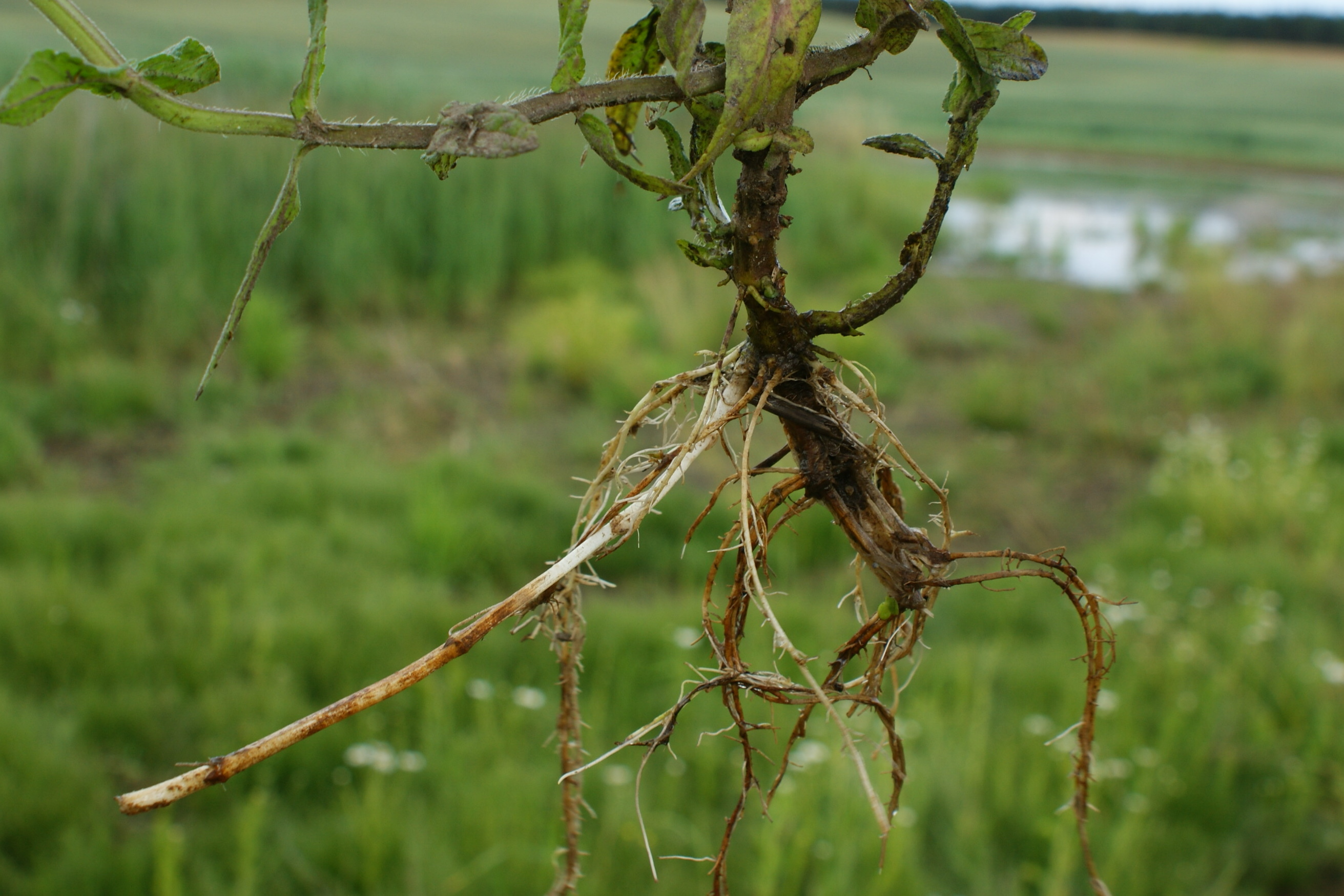
Kořen